# Robert Duverne
Robert Duverne, né le 6 juillet 1967 à Lyon (Rhône), est un préparateur physique de football.

## Biographie

### Débuts à l'Olympique lyonnais
Ancien joueur de football amateur à Saint-Victor-de-Cessieu, Robert Duverne obtient  en 1990 une maîtrise en STAPS (Sciences et techniques des activités physiques et sportives). Il occupe ensuite le poste de préparateur physique à l'Olympique lyonnais de 1991 à 2009 (hormis  de 1993 à 1995 alors que l'équipe est entrainée par Jean Tigana). Durant ces années il travaille aux côtés des entraîneurs Raymond Domenech, Guy Stéphan, Bernard Lacombe, Jacques Santini, Paul Le Guen, Gérard Houllier, Alain Perrin et Claude Puel . Grâce aux succès lyonnais, Duverne acquiert durant ces années une solide réputation dans le milieu du football. Des tensions avec Claude Puel l'amènent à quitter le club rhodanien en 2009.

### Parcours en équipe de France
Appelé par Raymond Domenech, il intègre en 2006 l'encadrement technique de l'équipe de France en vue de la coupe du monde en Allemagne. Robert Duverne prend une nouvelle dimension grâce au parcours des Bleus, qui montent progressivement en puissance jusqu'à la finale malgré la présence des trentenaires Barthez, Thuram, Vieira, Makelele, Zidane, Dhorasoo et Wiltord.
Durant la coupe du monde 2010 en Afrique du Sud et le parcours calamiteux de l'équipe de France, les images de sa vive altercation avec le capitaine Patrice Évra lors de la grève des joueurs de Knysna puis sa réaction le montrant jeter son sifflet et son chronomètre à terre font le tour du monde. Il précisera ensuite que cette discorde n'était pas la pire qu'il ait connue en équipe de France, et affirmera avoir connu des moments de tension bien plus forts entre les joueurs pendant la Coupe du monde 2006,.

### De retour en club en France et en Angleterre
Après la coupe du monde, il décide de donner une nouvelle orientation à sa carrière, en rejoignant le 14 juillet 2010 le club promu en Ligue 1 de l'AC Arles-Avignon, comme entraîneur-adjoint de Michel Estevan. Le 13 septembre 2010, au lendemain d'une cuisante défaite de l'AC Arles-Avignon face au Paris Saint-Germain au Parc des Princes 4 à 0, il présente sa démission.
Durant la suite de la saison 2010-2011, il rejoint Gérard Houllier à Aston Villa, durant cette expérience ses méthodes strictes notamment quant à l'hygiène de vie sont mal accueillies par les vétérans Richard Dunne et James Collins qui reprochent au préparateur français la liste anormalement longue de joueurs blessés dans l'effectif.
Il revient comme préparateur physique de l'Olympique lyonnais dans le staff de l'entraineur Rémi Garde et Bruno Génésio en juin 2011. En mai 2014, son contrat qui arrive à terme n'est pas reconduit.
Le 18 août 2014, il est nommé préparateur physique du FC Metz, un an après, il est libéré par le club afin de rejoindre Rémi Garde en Premier League une nouvelle fois à Aston Villa. Il quitte l'Angleterre à l'issue de la saison 2015-2016.
Le 21 août 2017, il devient l'un des adjoints du nouvel entraîneur Eric Sikora au Racing Club de Lens en seconde division avant d'être libéré à la trêve hivernale pour lui permettre de répondre favorablement à une nouvelle sollicitation de Rémi Garde désormais entraineur en MLS.

### L'aventure en MLS
En janvier 2018, il rejoint le staff technique de Rémi Garde à l'Impact de Montréal au Québec, composé également par les anciens lyonnais Joël Bats et Maxence Flachez en vue de la saison 2018 de la MLS.
Il est remercié par le club en même temps que Rémi Garde et Joël Bats en août 2019.